# ديان بيشيتش
ديان بيشيتش هو لاعب كرة قدم صربي في مركز حراسة المرمى، ولد في 16 ديسمبر 1976 في فلاسوتينسي في صربيا. لعب مع النجم الأحمر بلغراد ورادنيتشكي نيش وسبارتاك سوبتيتسا وفيسوا كراكوف ونادي براشوف ونادي شاهين بوشهر ونادي غل غهر سيرجان ونادي فاسلوي.

## وصلات خارجية
- ديان بيشيتش على موقع قاعدة بيانات كرة القدم.إي يو (الإنجليزية)
- ديان بيشيتش على موقع Soccerway.com (الإنجليزية)